# Scopula cinerosaria
Scopula cinerosaria är en fjärilsart som beskrevs av W. Warren 1904. Scopula cinerosaria ingår i släktet Scopula och familjen mätare. Inga underarter finns listade.